# استادیوم ام‌ای‌بی‌ای
استادیوم ام‌ای‌بی‌ای (انگلیسی: MABA Stadium) یا استادیوم اتحادیه بسکتبال مالزی (مخفف انگلیسی: MABA) (به مالایی: Stadium Bola Keranjang Malaysia) یک سالن سرپوشیده در شهر کوالا لامپور، مالزی است. این سالن سرپوشیده در سال ۱۹۹۵ با هزینه‌ای بالغ بر ۱۳٫۵ میلیون رینگیت ساخته شد. سالن سرپوشیده ام‌ای‌بی‌ای دارای ظرفیتی برابر با ۱٬۸۰۰ نفر است. این مکان برای برگزاری بیست و نهمین دوره بازی‌های جنوب شرق آسیا، در سال ۲۰۱۷ بازسازی و مرمت گردید.